# Salticus canariensis
Salticus canariensis är en spindelart som beskrevs av Jörg Wunderlich 1987. Salticus canariensis ingår i släktet Salticus och familjen hoppspindlar. Inga underarter finns listade i Catalogue of Life.